# Стоцкая, Татьяна Григорьевна
Татьяна Григорьевна Стоцкая —  колхозница, полный кавалер ордена Трудовой Славы.

## Биография
Родилась в 1930 году в Аламединском районе Киргизской ССР. Член КПСС.
В 1946—1991 гг. — телятница колхоза имени Ленина Аламединского района Киргизской ССР.
Указами Президиума Верховного Совета СССР от 25 декабря 1976 года и от 30 февраля 1982 года награждена орденами Трудовой Славы 3-й и 2-й степеней.
Указом Президиума Верховного Совета СССР от 10 мая 1988 года награждена орденом Трудовой Славы 1-й степени.
Жила в Киргизии.

## Награды
- орден Октябрьской Революции (06.09.1973)
- орден «Знак Почёта» (22.03.1966)
- орденами Трудовой Славы 3-й, 2-й и 1-й степеней.